# Corycaeus obtusus
Corycaeus obtusus is een eenoogkreeftjessoort uit de familie van de Corycaeidae. De wetenschappelijke naam van de soort is voor het eerst geldig gepubliceerd in 1849 door Dana.